# L'Homme au poing d'acier
L'Homme au poing d'acier est le huitième album de la série de bande dessinée Blueberry de Jean-Michel Charlier (scénario) et Jean Giraud (dessin). Il a d'abord été prépublié dans Pilote avant d’être publié en album en 1970. C'est le deuxième du cycle du cheval de fer (quatre tomes).

## Résumés

### Court
Profitant de l'agitation au camp de l'Union Pacific, un homme détruit les réserves de nourriture. Devant cette catastrophe, le responsable du camp ordonne à Blueberry de ramener un train de ravitaillement, ainsi que de l'argent pour payer les travailleurs. Malgré les embûches, il y parvient avec l'aide de MacClure et de Red Neck. Cependant, un bandit, aidé des indiens, bloque le train sur un pont surélevé. Les trois hommes s'en échappent, mais sont pris en chasse.

### Détaillé
Au camp de l'Union Pacific (UP), les travailleurs sont paniqués : ils savent que les indiens sont sur le sentier de la guerre. De plus, les communications sont coupées vers Julesberg, ville plus à l'est. Les plus téméraires veulent quitter, même s'ils savent que des indiens peuvent les attaquer à tout moment. Malgré la menace, la « directrice d'une minable troupe théâtrale ambulante », Guffie Palmer, veut elle aussi quitter le camp. Blueberry tente de la dissuader, mais est incapable de s'opposer à elle par la force, ce qui lui vaut de recevoir un coup de sac à main, lequel est lesté d'un revolver. Profitant de l'indécision et de l'infortune de Blueberry, plusieurs hommes quittent le camp, même s'il tente une dernière fois de les raisonner.

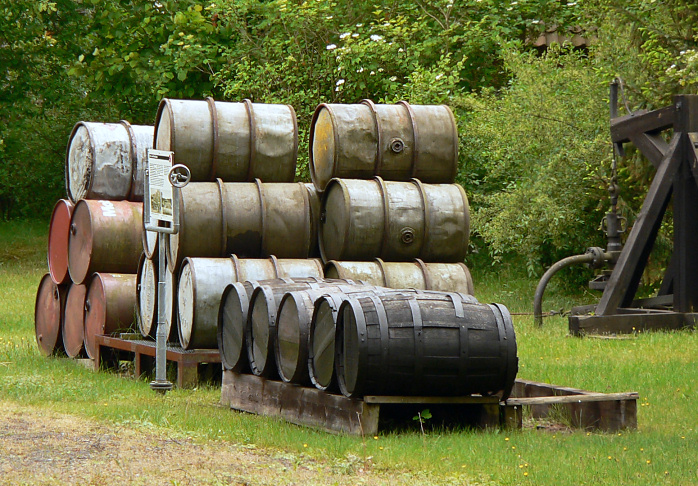
Barils de pétrole de différentes époques, tels qu'exposés au Musée allemand du pétrole.

Profitant également de l'agitation provoquée par Guffie Palmer, l'ingénieur Lewis crève un baril de pétrole dans un entrepôt et y met le feu. Par la suite, il alerte les gens présents qu'un feu s'est déclaré dans l'entrepôt, lequel sert à la fois pour les vivres et les fournitures. Des hommes font la chaîne pour l'éteindre, mais découvrent trop tard que l'étang où ils puisent de l'eau contient du pétrole. Vingt minutes plus tard, l'entrepôt n'est plus que des débris fumants. Cette destruction rend précaire la situation des hommes de l'UP.
Le général Dodge apostrophe Blueberry : « Le diable vous emporte, Blueberry !... Vous n'avez même pas été capable de retenir cette vieille chipie de Guffie Palmer ! » Devant tout le monde, il lui ordonne de la ramener mais, dans le secret, lui ordonne de ramener coûte que coûte un train de ravitaillement en provenance de Julesberg, sinon la situation des hommes de l'UP va devenir insoutenable face aux Sioux en guerre. Blueberry part en compagnie de MacClure et Red Neck et leur annonce plus tard le but véritable de leur mission.
Les trois hommes s'éloignent du camp et s'entendent pour tenter de sauver Palmer et sa troupe. À une heure de cheval, ils découvrent des hommes qui ont quitté le camp plus tôt, tués par des indiens. Les trois empruntent un col de montagne, le Blue Dead Pass, qui leur fera « gagner près de trois heures » : ils ne craignent pas d'y rencontrer des indiens, car « pour [eux], ce défilé est maudit ! » Blueberry affirme plutôt que les parois sont pourries et peuvent s'effondrer au moindre choc.
Alors qu'ils grimpent à cheval la pente du col, des indiens font rouler des pierres dans celui-ci, provoquant ainsi des éboulements. Les trois hommes font rapidement demi-tour et s'entassent dans une crevasse. Après une demi-heure d'avalanches de pierres, ils sont toujours vivants. Profitant de la poussière qui les masque partiellement, ils assomment les trois indiens « venus vérifier [s'ils] sont bien aplatis ».

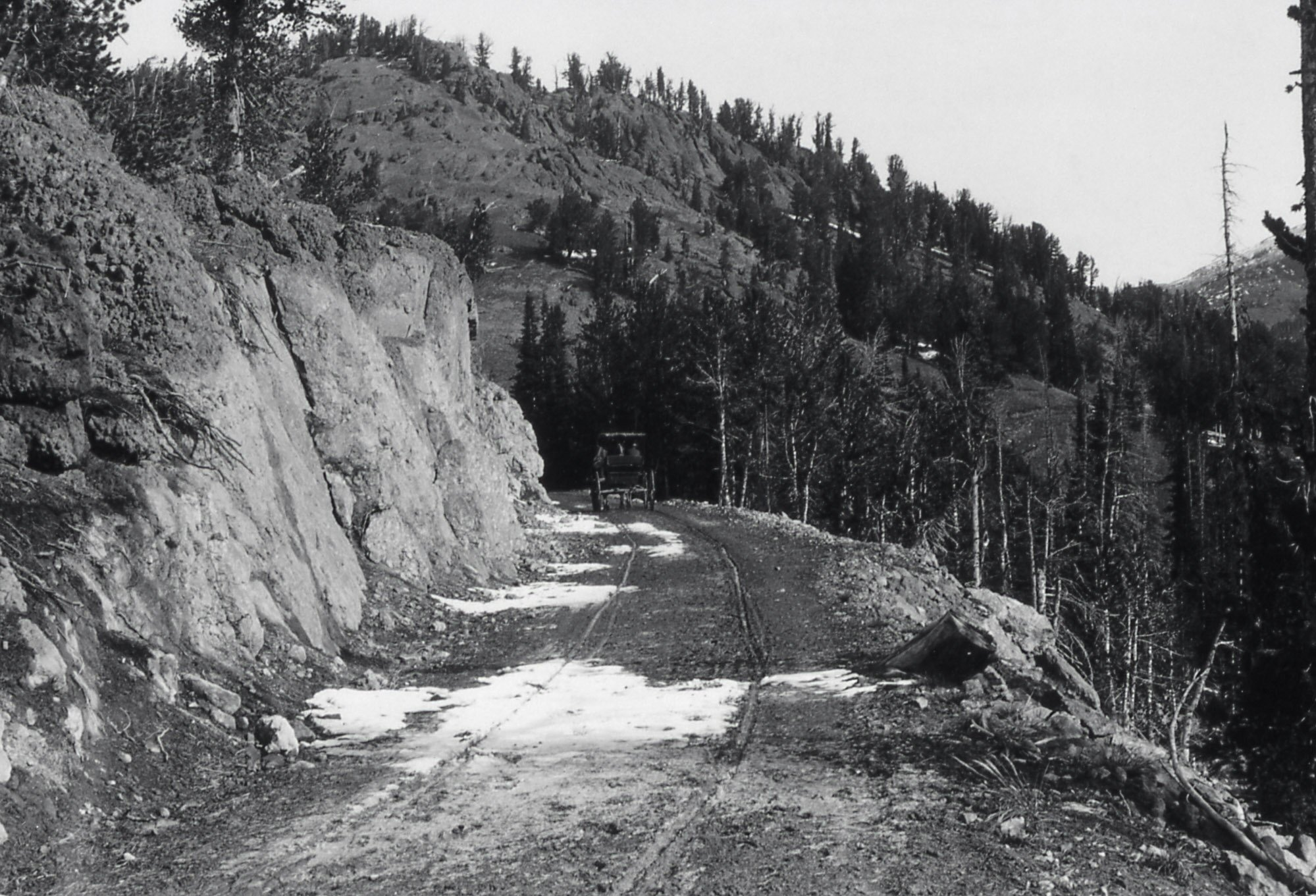
Le col de Duraven dans le parc national de Yellowstone. Photographie prise vers 1918.

Quelques minutes après être sortis du col, les trois aperçoivent un nuage de fumée : les deux chariots de la troupe de Palmer sont poursuivis par une cohorte d'indiens. Profitant de leur position, ils tirent sur les indiens depuis un petit bois, mettant temporairement fin à leur attaque. Blueberry en profite pour rejoindre à cheval la troupe et ordonne que les vêtements précieux soient jetés par terre. Des indiens lancés à leur poursuite sont « [éblouis], effarés par les trésors que vomissent coffres et paniers éventrés ». Sa ruse réussit, car les indiens ont abandonné la poursuite.
Plus tard, Blueberry demande à Guffie Palmer de remettre un message au responsable de l'entrepôt à Julesberg, un officier de l'UP. Plus tard, Palmer rencontre Jethro Steelfingers et lui demande de transmettre le message, bien qu'elle sache qu'il est « tout le contraire d'un ange ». Steelfingers juge rapidement de l'intérêt d'un tel message et prépare un coup avec la complicité de l'un de ses hommes, Pépé.
À Julesberg, un train de ravitaillement est préparé à la hâte. Des dispositions sont prises pour en protéger le contenu, dont la participation d'hommes armés. De son côté, Pépé, inconnu à Julesberg comme membre de la bande à Steelfingers, agit de façon à saboter le succès de la mission.
De leur côté, Blueberry, MacClure et Red Neck parcourent à cheval les rails entre le chantier de tête et Julesberg, tentant de déterminer si ceux-ci ont été sabotés, ce qui n'est pas le cas. Entre-temps, Steelfingers rencontre les chefs indiens pour leur demander d'attaquer le train à un endroit qu'il estime favorable. Seul un chef s'oppose, car « les blancs feront venir les tuniques bleues... Ce sera terrible ». Steelfingers convainc les chefs indiens que ce sont les hommes blancs qui ont en premier déterré la hache de guerre.
À Julesberg, Blueberry prend ses dispositions pour la protection du train, et Pépé rencontre Chris, un autre membre de la bande de Steelfingers. Chris lui remet un flacon qui contient un liquide à verser dans une bouteille d'alcool. De son côté, Steelfingers fait miner un pont supportant le chemin de fer et d'autres hommes de sa bande sabotent, un peu plus loin, les rails de façon discrète.
Blueberry s'inquiète de l'absence de Guffie Palmer et va s'informer auprès de Pépé. Il le quitte avec des doutes, dont celui d'avoir déjà rencontré Pépé auparavant. Au dépôt, Blueberry décide de transporter personnellement le montant de la paie des travailleurs de l'UP, soit 300 000 dollars américains. Les témoins de sa décision le qualifient de « fou à lier », mais il n'en démord pas. Pour donner le change, un sac rempli de journaux est solennellement transporté jusqu'au coffre-fort dans le fourgon central du train.
La nuit venue, des hommes armés embarquent à bord du train. Pépé en profite pour embarrer, sans qu'ils ne le sachent, les hommes dans le wagon de queue. Ainsi, ils ne pourront pas intervenir facilement en cas d'attaque. Dans la nuit, le train s'éloigne de Julesberg. Blueberry, installé avec Red Neck et MacClure dans le wagon du milieu, enlève quelques clous à des planches sous eux : ils pourront s'échapper par le plancher en cas de problème. Plus loin le long du chemin de fer, Steelfingers explique son plan à des indiens.

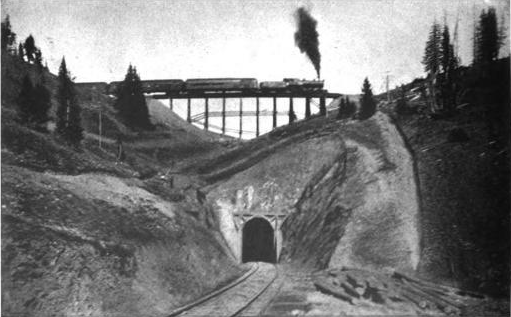
Un train grimpe le long d'un chemin de fer, abandonné au XXIe siècle, qui enjambe le col de Rollins au Colorado, États-Unis. Photographie prise en 1903.

Alors que le train se rapproche du chantier, Pépé offre à boire de l'alcool à tous les hommes présents dans le wagon de tête. Un seul refuse, le cheminot de l'UP. Moins d'une heure plus tard, tous les hommes qui ont bu dorment. Le cheminot suspecte qu'il y a problème, mais Pépé le menace de son revolver s'il révèle quoi que ce soit.
Avant de traverser le pont miné, le train est arrêté et des hommes vérifient qu'il n'a pas été saboté. Satisfaits de l'inspection, le train traverse, mais dès qu'il est complètement passé, Chris tire un coup de feu pour demander que les rails sabotés soient tordus. La locomotive de tête s'abat sur le côté.
Des indiens, embusqués, attaquent et tuent les hommes de la locomotive de tête. Blueberry, MacClure et Red Neck les abattent en représailles. Blueberry, étonné que les hommes dans le wagon de tête ne tirent pas, se dirige vers leur wagon. Pépé, à bord du wagon, le met en joue, mais le cheminot de l'UP met en garde Blueberry. Blueberry, plus rapide, tue Pépé. Voyant que la locomotive de tête est décrochée, Blueberry ordonne au conducteur de la locomotive de queue de la mettre en marche : le train recule vers le pont.
Alors que le train commence à traverser le pont, un membre de la bande de Steelfingers fait exploser les charges sous celui-ci. Le train s'arrête in extremis. Voyant que la locomotive n'est pas tombée tel que prévu, Chris propose de faire sauter le pont immédiatement sous celle-ci. Steelfingers, furieux, lui assène un coup de sa main en acier : « Et tout va exploser, hein ! [...] Et le wagon de munitions, tu l'oublies ? » Steelfingers ordonne aux hommes de sa bande de s'occuper du coffre-fort alors qu'il prend en main l'attaque contre le train, car les indiens ne peuvent mettre le pied sur le pont sans se faire tuer par les quelques hommes vivants demeurés à bord du train.
Des indiens tirent des flèches enflammées vers le wagon de queue où sont enfermés des hommes. Ceux-ci tentent d'en sortir, mais découvrent qu'il est barré depuis l'extérieur. Ils décident de briser l'une des parois à coups de hache. Des indiens, menés par Steelfingers, s'avancent vers l'arrière du train, seuls Blueberry, MacClure et Red Neck s'opposent à leur marche. Des indiens et Steelfingers atteignent le tender et, bien que plusieurs indiens se fassent abattre par le mécanicien et le chauffeur de la locomotive, ces derniers sont tués.

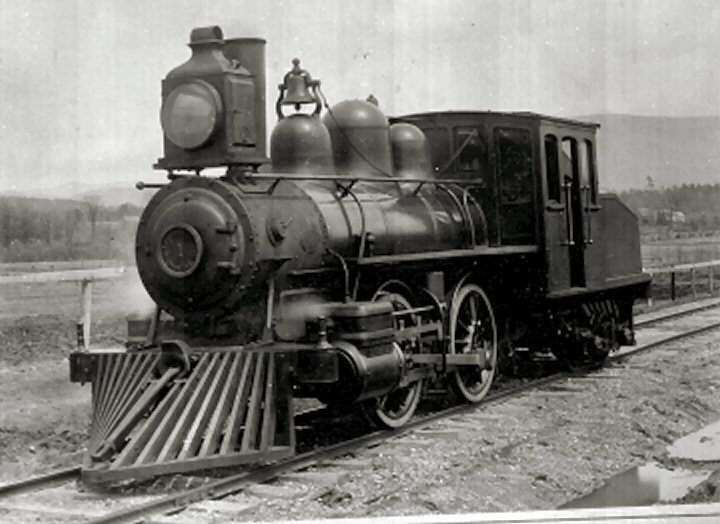
La locomotive Bristol Railroad No. 1, qui fut en activité de 1892 à 1911.

En ce qui concerne le wagon où se tiennent Blueberry, MacClure et Red Neck, les indiens n'osent y mettre le feu, sachant qu'il est bourré d'explosifs. Entre-temps, un homme de Steelfingers détache le wagon de queue, en flammes, du wagon de Blueberry. Steelfingers fait avancer la locomotive, laquelle tombe dans le ravin au pied du pont, tuant tous les hommes du wagon de queue dans la foulée.
Jugeant leur situation désespérée, Blueberry enlève les planches qu'il a déclouées auparavant et affirme qu'ils doivent s'enfuir en « sautant dans la rivière ». MacClure refuse, mais Blueberry réplique qu'il est « libre de préférer le poteau de torture ». MacClure, qui ne sait pas nager, fait remarquer qu'il y a un fort courant. Selon Blueberry, ils doivent en profiter car les indiens auront peu de chances de les atteindre.
Steelfingers exige que Blueberry, MacClure et Red Neck sortent désarmés du wagon. Blueberry réplique qu'il le fera sauter plutôt que de se rendre. Les indiens et les hommes de la bande de Steelfingers s'éloignent. Profitant de leur indécision, Blueberry allume rapidement une mèche, puis les trois hommes s'enfuient par le plancher et se jettent dans le cours d'eau alors que les flèches et les balles volent autour d'eux. Ils sont rapidement entraînés au loin, Blueberry portant sur son épaule la sacoche contenant les 300 000 dollars. Au moment où des indiens ouvrent la porte du wagon, celui-ci explose.
Tous les hommes près du wagon sont projetés par terre ou dans les airs. Quelques minutes plus tard, vivant malgré une chute, Steelfingers découvre que le coffre-fort contient seulement de vieux papiers, mais conclut rapidement que Blueberry portait les dollars dans la sacoche.
Tant Steelfingers que les chefs indiens sont furieux. Steelfingers veut mettre la main sur les dollars, alors que les indiens veulent des armes à feu. Steelfingers leur affirme qu'il faut des dollars pour acheter des armes, mais l'un des chefs indiens réplique que « [aucun] blanc ne nous vendra d'armes !... Même contre du métal jaune [de l'or] ». En conséquence, il exige que des indiens accompagnent Steelfingers et sa bande pendant qu'ils poursuivent Blueberry. De plus, l'un des chefs exige que Steelfingers leur obtienne des armes avant la prochaine lune, sinon « il regrettera d'être né ! » Plus tard, Chris et Steelfingers échangent discrètement sur sa promesse : « Dès que l'argent est récupéré, on leur faussera compagnie ! »

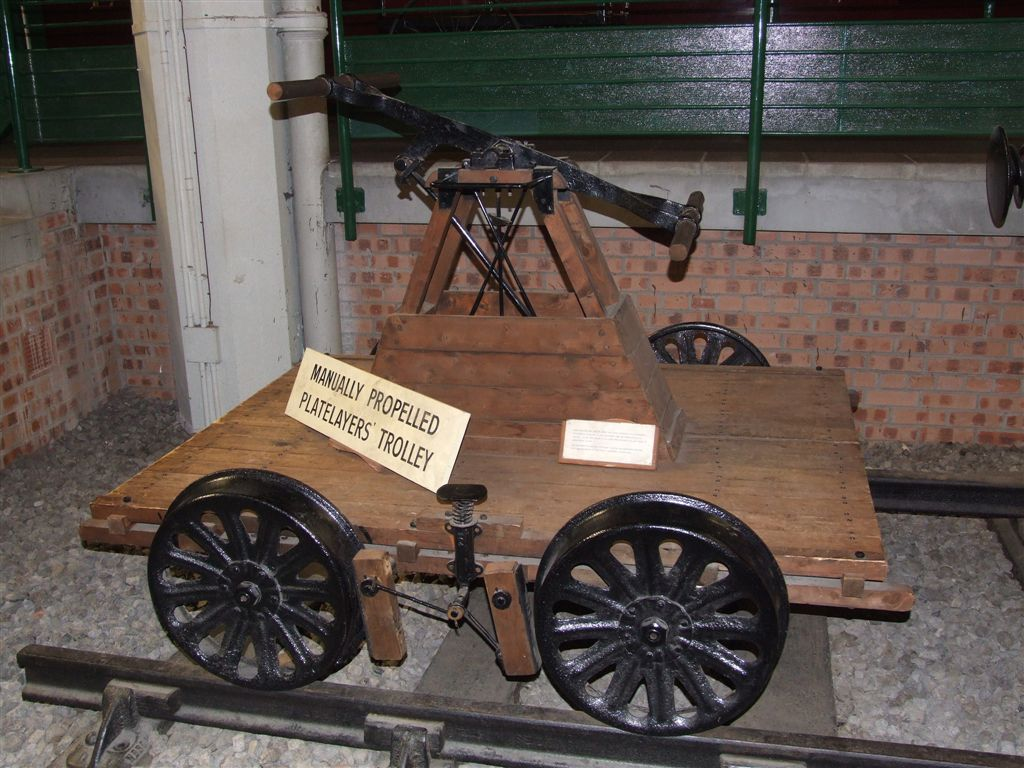
Une draisine actionnée à bras.

Blueberry, MacClure et Red Neck, ayant atteint une berge, se reposent et discutent de leur situation. Blueberry se demande comment Pépé et Steelfingers ont pu mettre la main sur le message envoyé au chef du dépôt de Julesberg. Pour MacClure, Guffie Palmer a trahi. Par ailleurs, Red Neck affirme qu'ils sont à 140 miles de Julesberg : il leur est « impossible de parcourir tout ce chemin à pied ». MacClure se souvient qu'il y a une draisine à Auburn Station, à deux jours de marche de leur position. Ils pourraient l'utiliser pour retourner à Julesberg, mais il faudra que les indiens relâchent leur surveillance du chemin de fer. Pour faciliter leur voyage, Blueberry enterre la sacoche aux dollars près d'un piton rocheux. À peine a-t-il terminé son travail que Steelfingers et des indiens s'approchent.
Les trois hommes se cachent dans le cours d'eau sous un rocher entouré d'épineux desséchés. Blueberry met à profit le terrain mi-meuble mi-rocheux pour laisser des traces de pas qui mènent vers un dédale rocheux. Lorsque les indiens et Steelfingers arrivent sur place, ce dernier veut se lancer à la poursuite des trois hommes en suivant ces traces. L'un des indiens le met en garde car il suspecte une ruse : les traces sont trop évidentes.
Steelfingers lui dit de « [cesser] de nous retarder avec tes subtilités » et se lance avec les hommes de sa bande dans le massif rocheux. Des indiens commencent à inspecter les alentours. Plongé dans l'eau froide depuis un moment, MacClure ne peut s'empêcher d'éternuer. Deux indiens tout près, étonnés pendant quelques secondes, épaulent leur fusil, mais Blueberry et Red Neck les abattent.
Alertés par les coups de feu, des indiens se précipitent vers l'endroit où se sont tenus les trois hommes, alors que ceux-ci se précipitent vers les poneys. Galopant pendant quelques secondes sous une pluie de flèches et une grêle de balles, ils dispersent la harde de chevaux. Après une heure de chevauchée à toute allure, la bande de Steelfingers et plusieurs indiens à leur trousse, Blueberry communique à ses compagnons le plan qu'il a forgé. Pendant qu'il s'éloignera avec les trois chevaux, MacClure et Red Neck iront à pied à Auburn Station. Selon Blueberry, « [jamais] ils n'imagineront que vous ayez pu fuir à pied ! ... Dans ce pays, c'est impensable ! »
Les deux hommes refusent de suivre son plan, car MacClure doute qu'il pourra survivre aux hommes lancés à ses trousses, alors que Red Neck doute que la draisine se trouve encore à Auburn Station. Exaspéré, Blueberry les menace de son revolver et les deux hommes descendent à contrecœur de leur monture. Blueberry s'éloigne aussitôt au galop, utilisant chacun des chevaux en alternance, ce qui permet aux deux autres de se reposer en partie. Quant à MacClure et Red Neck, après une journée de marche sur un terrain rocheux, ils parviennent à Auburn Station et y trouvent la draisine.
Profitant des dernières lueurs du jour, ils la remettent en état et décident de partir lorsqu'il fera noir. De son côté, Blueberry entraîne toujours ses poursuivants. Alors qu'il fait nuit, il sait que ceux-ci ne peuvent continuer la chasse dans le noir. Il découvre un point d'eau et en profite pour faire reposer les trois chevaux. Apercevant les traces d'un poney, il décide de créer trois fausses pistes. Il pourra cacher sa destination réelle, le camp de tête de l'UP, en circulant pendant un moment sur des terrains rocheux. Après trois jours sur la draisine, MacClure et Red Neck atteignent Julesburg.

## Personnages principaux
- Blueberry : lieutenant de cavalerie recruté comme responsable de la sécurité des chantiers de construction de l'Union Pacific. Selon le général Dodge, c'est « [une] tête brûlée, mais un homme remarquable[32] ».
- Jethro Steelfingers : un bandit peu scrupuleux à la solde de la Central Pacific. « Tout le monde en a peur ici... Il est très fort... et très méchant... mais aussi très populaire ». De plus, Steelfingers est un joueur de cartes[33].
- MacClure : vieil homme alcoolique[34] et compagnon d'aventures de Blueberry.
- Red Neck : aventurier travaillant pour le compte de l'Union Pacific qui s'est pris d'affection pour Blueberry et MacClure.
- Guffie Palmer : « directrice d'une minable troupe théâtrale ambulante »[3],[35].
- général Dodge[note 1] : militaire américain qui a confiance dans les capacités de Blueberry, malgré son caractère.
- Pépé : bandit mexicain faisant partie de la bande de Steelfingers[36].

## Éditions
- L'Homme au poing d'acier, 1970, Dargaud, 48 p. 
  - Ré-édition en 1997.  (ISBN 978-2-205-04336-5)